# 滕盖利茨
滕盖利茨，是匈牙利托尔瑙州所辖的一个村，总面积70.93平方公里，总人口2361，人口密度33.3人/平方公里（2010年1月1日）。